# Красноногая лягушка
Красноно́гая лягу́шка (лат. Rana aurora) — вид земноводных из семейства настоящих лягушек.

## Распространение
Распространена на Западном побережье США и Канады. Встречаются в водно-болотистой местности от уровня моря до 1200 м в высоту.

## Питание
Головастики едят различные эпифитные водоросли. Взрослые лягушки потребляют множество мелких насекомых, паукообразных и моллюсков, иногда молодых горбачей и саламандр.

## Размножение
Икрометание обычно происходит в растительности на мелководье со слабым течением, начинается, когда температура воды достигает 4–5  °C (обычно в январе) и может продолжаться до конца марта.

## Паразиты
В пищеварительном тракте были обнаружены трематоды Megalodiscus microphagus и Prosthopycoides lynchi. Нарушения в развитии молодых особей могут быть вызваны трематодой Ribeiroia ondatrae.